# Tempo (magazine mozambicain)
Pour les articles homonymes, voir Tempo (homonymie).
Tempo est un magazine mozambicain fondé à Lourenço Marques (auj. Maputo) en 1970, à la fin de la période coloniale, par un groupe de journalistes proches du Front de libération du Mozambique (FRELIMO). Abondamment illustré, longtemps hebdomadaire, il devient mensuel au moment de sa privatisation en 2000. Il semble qu'il ait cessé de paraître en juin 2008. 

Avec la participation de grands noms de l'écriture (Calane da Silva, Carlos Cardoso, Mia Couto) et du photojournalisme (Ricardo Rangel, Kok Nam, Naíta Ussene), c'est, d'une certaine façon, la « plus grande école de journalisme du Mozambique », également le plus important périodique d'information des années 1970 dans le pays. Historiquement, Tempo constitue un exemple de prise de contrôle des médias par les nouveaux pouvoirs politiques au lendemain des indépendances.

## Naissance du magazine
Les cinq journalistes fondateurs (Ricardo Rangel, José Mota Lopes, Areosa Pena, Rui Cartaxana et Ribeiro Pacheco), qui viennent de quitter le quotidien Notícias, porte-parole des autorités coloniales, doivent, pour financer le lancement du nouveau titre, faire appel à des hommes d'affaires locaux, donc à des acteurs du capitalisme colonial. Quoique actionnaires minoritaires, ils obtiennent une certaine indépendance éditoriale, préservée pendant les deux premières années, mais se trouvent bientôt en porte-à-faux. Cependant, en 1974, la révolution des Œillets au Portugal permet aux journalistes pro-FRELIMO de reprendre l'avantage.
Après l'indépendance, en 1975, la revue est dirigée par un trio, Albino Magaia, Calane da Silva et Ricardo Rangel, considéré comme le meilleur photojournaliste du pays, mais Tempo entre en conflit avec le ministre de l'Information, Jorge Rebelo, lui-même issu du FRELIMO. En effet le magazine, ouvertement anti-capitaliste, se situe plutôt à l'aile gauche du FRELIMO, qui n'adopte explicitement le marxisme-léninisme qu'en 1977.

## Format
Imprimé par Tempográfica, doté d'une couverture en couleur, le premier numéro de 64 pages paraît le 20 septembre 1970. D'abord tiré à 5 000 exemplaires, puis rééimprimé pour en atteindre 15 000, c'est un grand succès. L'entreprise emploie alors une cinquantaine de professionnels.
Le tirage varie au fil du temps, atteignant occasionnellement 25 000, sans jamais dépasser 40 000. En 2008 il tire à 20 000 exemplaires.